# Joseph Gaschet-Delisle
Joseph Gaschet-Delisle est un homme politique français né le 15 novembre 1733 à Saint-Pierre (Martinique) et décédé à une date inconnue.
Négociant à Bordeaux, il est député du tiers état aux États généraux de 1789 pour la sénéchaussée de Bordeaux. Il vote avec la majorité.

## Sources
- « Joseph Gaschet-Delisle », dans Adolphe Robert et Gaston Cougny, Dictionnaire des parlementaires français, Edgar Bourloton, 1889-1891 [détail de l’édition]